# Senátní obvod č. 71 – Ostrava-město
Senátní obvod č. 71 – Ostrava-město je podle zákona č. 247/1995 Sb. tvořen částí okresu Ostrava-město, tvořenou městskými obvody Ostrava-Jih, Proskovice a Polanka nad Odrou.
Současným senátorem je od roku 2024 Martin Bednář z hnutí ANO.

## Senátoři

Jan Zapletal
Milan Balabán
Otakar Veřovský
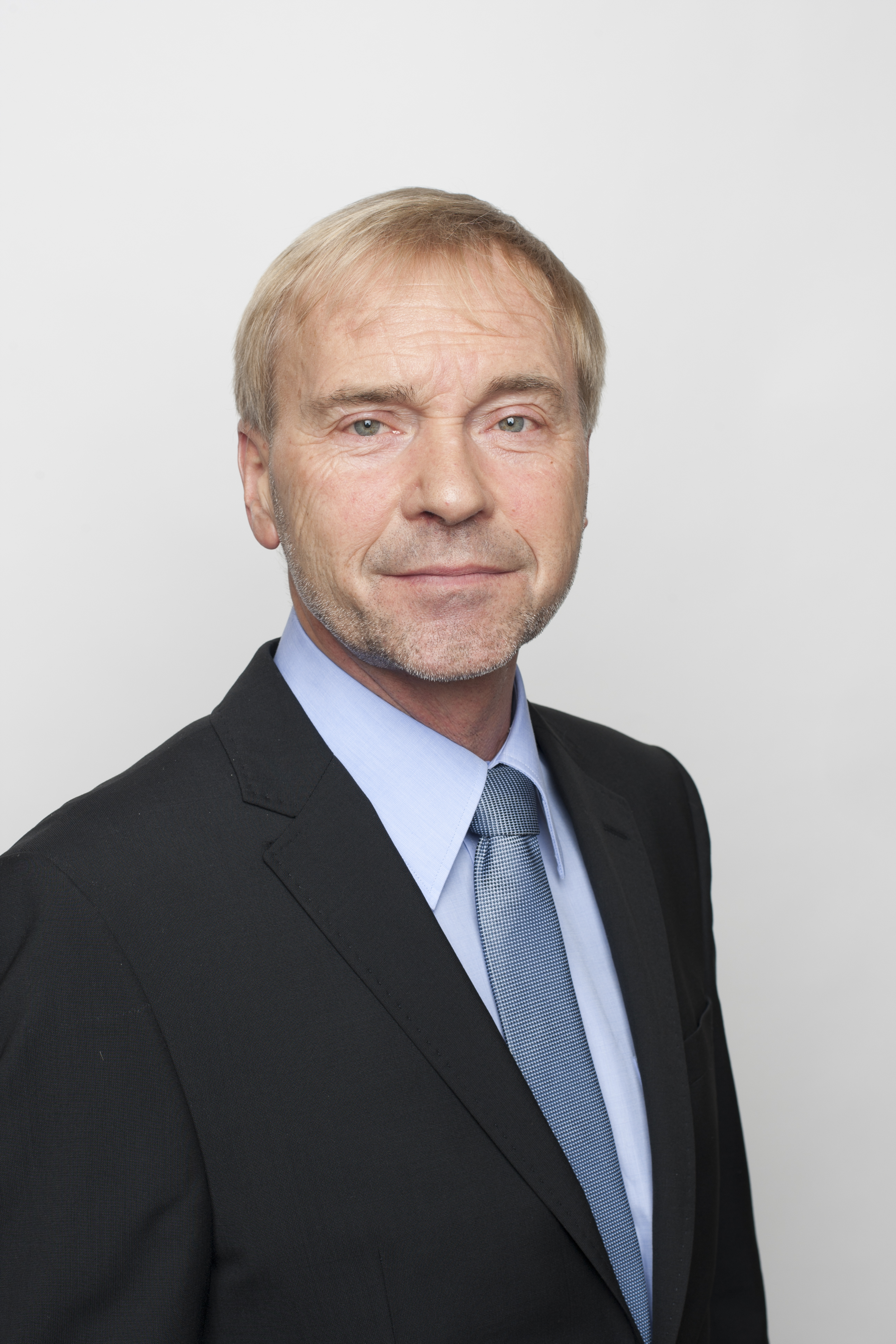
Leopold Sulovský
Martin Bednář

| Volby | Volby    | Senátor               | Volební strana | Navrhující strana | Politická příslušnost | Odkaz  |
| ----- | -------- | --------------------- | -------------- | ----------------- | --------------------- | ------ |
|       | 1996     | Ing. Jan Zapletal     | ČSSD           | ČSSD              | ČSSD                  | profil |
|       | 2000     | Ing. Milan Balabán    | ODS            | ODS               | ODS                   | profil |
|       | 2006     | Mgr. Otakar Veřovský  | ČSSD           | ČSSD              | ČSSD                  | profil |
|       | 2012     | Ing. Leopold Sulovský | Ostravak       | Ostravak          | BEZPP                 | profil |
| 2018  | Ostravak | Ing. Leopold Sulovský | Ostravak       | Ostravak          | profil                |        |
|       | 2024     | Bc. Martin Bednář MBA | ANO            | ANO               | ANO                   |        |

## Volby

### Rok 1996
| Kandidát | Kandidát                         | Volební strana | Navrhující strana | Politická příslušnost | Počet hlasů (1. kolo) | %     | Počet hlasů (2. kolo) | %     |
| -------- | -------------------------------- | -------------- | ----------------- | --------------------- | --------------------- | ----- | --------------------- | ----- |
|          | Ing. Jan Zapletal                | ČSSD           | ČSSD              | ČSSD                  | 5 912                 | 24,85 | 12 986                | 52,69 |
|          | Mgr. Ladislav Talavašek          | ODS            | ODS               | ODS                   | 9 765                 | 41,04 | 11 659                | 47,31 |
|          | doc. RSDr. Ladislav Adamec, CSc. | KSČM           | KSČM              | KSČM                  | 3 844                 | 16,16 | —                     | —     |
|          | MUDr. Radim Uzel, CSc.           | SZ             | SZ                | BEZPP                 | 1 873                 | 7,87  | —                     | —     |
|          | Ing. Zbyněk Matýsek              | ODA            | ODA               | ODA                   | 1 357                 | 5,70  | —                     | —     |
|          | Ing. Jiří Sprušil                | PA             | PA                | PA                    | 1 043                 | 4,38  | —                     | —     |

### Rok 2000
| Kandidát | Kandidát                     | Volební strana | Navrhující strana | Politická příslušnost | Počet hlasů (1. kolo) | %     | Počet hlasů (2. kolo) | %     |
| -------- | ---------------------------- | -------------- | ----------------- | --------------------- | --------------------- | ----- | --------------------- | ----- |
|          | Ing. Milan Balabán           | ODS            | ODS               | ODS                   | 6 949                 | 25,82 | 10 317                | 57,53 |
|          | MUDr. Růžena Šarišská        | KSČM           | KSČM              | KSČM                  | 7 690                 | 28,58 | 7 616                 | 42,46 |
|          | MUDr. Jaroslav Slaný, CSc.   | 4KOALICE       | US                | US                    | 4 822                 | 17,92 | —                     | —     |
|          | Ing. Jan Zapletal            | ČSSD           | ČSSD              | ČSSD                  | 4 753                 | 17,66 | —                     | —     |
|          | RNDr. Jaroslav Suchánek      | NEZ            | NEZ               | BEZPP                 | 1 892                 | 7,03  | —                     | —     |
|          | MUDr. František Kunčík, CSc. | SŽJ            | SŽJ               | SŽJ                   | 799                   | 2,96  | —                     | —     |

### Rok 2006
| Kandidát | Kandidát               | Volební strana | Navrhující strana | Politická příslušnost | Počet hlasů (1. kolo) | %     | Počet hlasů (2. kolo) | %     |
| -------- | ---------------------- | -------------- | ----------------- | --------------------- | --------------------- | ----- | --------------------- | ----- |
|          | Mgr. Otakar Veřovský   | ČSSD           | ČSSD              | ČSSD                  | 7 426                 | 29,79 | 8 824                 | 52,98 |
|          | Ing. Milan Balabán     | ODS            | ODS               | ODS                   | 8 345                 | 33,48 | 7 830                 | 47,01 |
|          | Karel Gavenda          | KSČM           | KSČM              | KSČM                  | 4 259                 | 17,09 | —                     | —     |
|          | Ing. Pavla Topolánková | „21“           | „21“              | BEZPP                 | 2 401                 | 9,63  | —                     | —     |
|          | Ing. Karel Szopa       | SZ             | SZ                | SZ                    | 1 114                 | 4,47  | —                     | —     |
|          | Ing. Jan Půček         | KDU-ČSL        | KDU-ČSL           | KDU-ČSL               | 983                   | 3,94  | —                     | —     |
|          | Mgr. Jana Volfová      | NEZ/DEM        | NEZ/DEM           | NEZ/DEM               | 393                   | 1,57  | —                     | —     |

### Rok 2012
| Kandidát | Kandidát                | Volební strana | Navrhující strana | Politická příslušnost | Počet hlasů (1. kolo) | %     | Počet hlasů (2. kolo) | %     |
| -------- | ----------------------- | -------------- | ----------------- | --------------------- | --------------------- | ----- | --------------------- | ----- |
|          | Ing. Leopold Sulovský   | Ostravak       | Ostravak          | BEZPP                 | 8 364                 | 31,75 | 9 232                 | 58,52 |
|          | Mgr. Karel Sibinský     | ČSSD           | ČSSD              | ČSSD                  | 8 297                 | 31,49 | 6 543                 | 41,47 |
|          | Ing. et Ing. Leo Luzar  | KSČM           | KSČM              | KSČM                  | 3 979                 | 15,10 | —                     | —     |
|          | MUDr. Dagmar Molendová  | ODS            | ODS               | ODS                   | 2 786                 | 10,57 | —                     | —     |
|          | MUDr. Růžena Sarišská   | KSČ            | KSČ               | KSČ                   | 1 800                 | 6,83  | —                     | —     |
|          | Ing. Petr Lachnit, CSc. | SPOZ           | SPOZ              | SPOZ                  | 691                   | 2,62  | —                     | —     |
|          | RNDr. Radoslav Štědroň  | SP             | SP                | SP                    | 424                   | 1,60  | —                     | —     |

### Rok 2018
| Kandidát | Kandidát                              | Volební strana | Navrhující strana | Politická příslušnost | Počet hlasů (1. kolo) | %     | Počet hlasů (2. kolo) | %     |
| -------- | ------------------------------------- | -------------- | ----------------- | --------------------- | --------------------- | ----- | --------------------- | ----- |
|          | Ing. Leopold Sulovský                 | Ostravak       | Ostravak          | Ostravak              | 6 178                 | 24,82 | 4 906                 | 59,89 |
|          | Ing. Ivo Gondek                       | ANO            | ANO               | BEZPP                 | 4 775                 | 19,19 | 3 285                 | 40,10 |
|          | MUDr. Zdenka Němečková Crkvenjaš, MBA | NK             | NK                | BEZPP                 | 3 779                 | 15,18 | —                     | —     |
|          | Mgr. Martin Tomášek, Ph.D.            | Piráti         | Piráti            | BEZPP                 | 3 149                 | 12,65 | —                     | —     |
|          | Ing. René Číp                         | KSČM           | KSČM              | KSČM                  | 2 024                 | 8,13  | —                     | —     |
|          | Ing. Mgr. Pynelopi Valsamisová        | SPD            | SPD               | BEZPP                 | 1 920                 | 7,71  | —                     | —     |
|          | Ing. Jiří Paroubek                    | NK             | NK                | BEZPP                 | 1 719                 | 6,90  | —                     | —     |
|          | doc. Mgr. Martin Konvička, Ph.D.      | NEZ            | NEZ               | BEZPP                 | 1 061                 | 4,26  | —                     | —     |
|          | RNDr. Radoslav Štědroň                | SSPD-SP        | SSPD-SP           | SSPD-SP               | 277                   | 1,11  | —                     | —     |

### Rok 2024
Ve volbách v roce 2024 senátor Leopold Sulovský obhajoval svůj mandát za hnutí Ostravak s podporou koalice SPOLU (tj. ODS, KDU-ČSL a TOP 09). Mezi jeho vyzyvatele patřili bezpečnostní inženýr a kandidát koalice Stačilo! (tj. ČSNS, KSČM a SD-SN) Leo Luzar, který v tomto obvodu kandidoval již ve volbách v roce 2012, starosta městského obvodu Ostrava-Jih Martin Bednář z hnutí ANO a OSVČ Štefan Režný z hnutí ReMeK. Kandidátkou Svobodných byla bývalá senátorka za obvod č. 70 – Ostrava-město Liana Janáčková. Kandidátem hnutí Švýcarská demokracie byl OSVČ Radoslav Štědroň, který v tomto obvodu kandidoval již ve volbách v letech 2012 a 2018. O post senátora rovněž usilovala vedoucí referentka vzdělávání a kandidátka koalice SPD a Trikolora Marie Malcharová.
Mandát získal již v prvním kole Martin Bednář s 51,84 % hlasů.
| Kandidát | Kandidát                      | Volební strana       | Navrhující strana    | Politická příslušnost | Počet hlasů (1. kolo) | %     |
| -------- | ----------------------------- | -------------------- | -------------------- | --------------------- | --------------------- | ----- |
|          | Bc. Martin Bednář, MBA        | ANO                  | ANO                  | ANO                   | 11 311                | 51,84 |
|          | Ing. Leopold Sulovský         | Ostravak             | Ostravak             | Ostravak              | 4 425                 | 20,28 |
|          | Ing. et Ing. Leo Luzar, Ph.D. | ČSNS, KSČM, SD-SN    | KSČM                 | KSČM                  | 2 289                 | 10,49 |
|          | Ing. arch. Liana Janáčková    | Svobodní             | Svobodní             | BEZPP                 | 2 167                 | 9,93  |
|          | Marie Malcharová              | SPD, Trikolora       | SPD                  | SPD                   | 1 219                 | 5,58  |
|          | Štefan Režný                  | ReMeK                | ReMeK                | ReMeK                 | 268                   | 1,22  |
|          | RNDr. Radoslav Štědroň        | Švýcarská demokracie | Švýcarská demokracie | SSPD-SP               | 136                   | 0,62  |

## Volební účast
|  | nejvyšší volební účast |  | nejnižší volební účast |

| Rok  | % (1. kolo) | % (2. kolo) |
| ---- | ----------- | ----------- |
| 1996 | 26,45       | 27,04       |
| 2000 | 30,43       | 18,98       |
| 2006 | 27,31       | 17,26       |
| 2012 | 31,20       | 16,83       |
| 2018 | 29,76       | 9,23        |
| 2024 | 27,27       | -           |